# Serie A 2000-2001 (calcio a 5)
Il campionato di Serie A 2000-2001 è stato il dodicesimo campionato di Serie A e la diciottesima manifestazione nazionale che assegnasse il titolo di campione d'Italia. La stagione regolare è iniziata il 16 settembre 2000 e si è conclusa il 12 maggio 2001, prolungandosi fino al 22 giugno 2000 con la disputa dei play-off scudetto. Il regolamento risulta invariato rispetto all'edizione precedente.

## Stagione
Le neopromosse Bellona, Cotrade Torino (che durante l'estate ha assunto la denominazione "Torino Calcio a 5") e Stabiamalfi sono tutte al debutto nella massima serie. In seguito alla rinuncia del Verona, ripartito dalla Serie B,è stato ripescato il retrocesso Reggio, sconfitto nei play-out dallo Stabiamalfi. La stagione regolare vede l'affermazione di una nuova realtà del calcio a 5 italiano: il Prato vince la stagione regolare giungendo a pari punti con la BNL, ma cede in semifinale alla Roma RCB futura campionessa d'Italia. La squadra capitolina, giunta alla fase finale come quarta classificata, si aggiudica il proprio quinto tricolore al termine di play-off sofferti (due vittorie, tre pareggi ed una sconfitta su sei gare). La gara di ritorno della finale coincide con l'ultima partita sulla panchina della BNL di Piero Gialli, che dopo tredici anni e quattro scudetti lascia la guida della squadra.

## Stagione regolare

### Classifica[5]
|  | Pos. | Squadra      | Pt | G  | V  | N | P  | GF  | GS  | DR  |
|  | ---- | ------------ | -- | -- | -- | - | -- | --- | --- | --- |
|  | 1.   | Prato        | 66 | 30 | 19 | 9 | 2  | 127 | 72  | +55 |
|  | 2.   | BNL Roma     | 66 | 30 | 20 | 6 | 4  | 163 | 75  | +88 |
|  | 3.   | Augusta      | 60 | 30 | 18 | 6 | 6  | 125 | 88  | +37 |
|  | 4.   | Roma RCB     | 53 | 30 | 15 | 8 | 7  | 117 | 75  | +42 |
|  | 5.   | Torino       | 48 | 30 | 14 | 6 | 10 | 116 | 100 | +16 |
|  | 6.   | Genzano      | 46 | 30 | 14 | 4 | 12 | 112 | 92  | +20 |
|  | 7.   | Lazio        | 43 | 30 | 12 | 7 | 11 | 89  | 87  | +2  |
|  | 8.   | Stabiamalfi  | 42 | 30 | 12 | 6 | 12 | 94  | 102 | -8  |
|  | 9.   | Reggio       | 41 | 30 | 11 | 8 | 11 | 111 | 111 | 0   |
|  | 10.  | Petrarca     | 39 | 30 | 11 | 6 | 13 | 102 | 113 | -11 |
|  | 11.  | Cagliari     | 39 | 30 | 10 | 9 | 11 | 111 | 107 | -4  |
|  | 12.  | Bellona      | 35 | 30 | 9  | 8 | 13 | 138 | 148 | -10 |
|  | 13.  | Pescara      | 32 | 30 | 9  | 5 | 16 | 92  | 121 | -29 |
|  | 14.  | Trinacria    | 30 | 30 | 9  | 3 | 18 | 114 | 161 | -47 |
|  | 15.  | Jesina       | 21 | 30 | 6  | 3 | 21 | 82  | 142 | -60 |
|  | 16.  | Divino Amore | 10 | 30 | 2  | 4 | 24 | 68  | 167 | -99 |

### Verdetti
- Roma RCB campione d'Italia 2000-2001 e qualificata alla Coppa UEFA 2001-02.
- Divino Amore, Jesina e, dopo i play-out, Trinacria retrocesse in Serie A2 2001-02.

## Statistiche e record

### Record
- Maggior numero di vittorie: BNL Roma (20)
- Minor numero di sconfitte: Prato (2)
- Migliore attacco: BNL Roma (163)
- Miglior difesa: Prato (72)
- Miglior differenza reti: BNL Roma (+88)
- Maggior numero di pareggi: Cagliari, Prato (9)
- Minor numero di pareggi: Jesina, Trinacria (3)
- Minor numero di vittorie: Divino Amore (2)
- Maggior numero di sconfitte: Divino Amore (24)
- Peggiore attacco: Divino Amore (68)
- Peggior difesa: Divino Amore (167)
- Peggior differenza reti: Divino Amore (-99)
- Partita con più reti: Bellona-Trinacria 15-7 (22)
- Partita con maggiore scarto di gol: BNL Roma-Divino Amore 12-0 (12)
- Miglior serie positiva: ?
- Risultato più frequente: 2-2 (15)
- Totale dei gol segnati: 1761

### Classifica marcatori
| Gol |  |  | Giocatore        | Squadra  |
| --- |  |  | ---------------- | -------- |
| 44  |  |  | Adriano Foglia   | Augusta  |
| 40  |  |  | Daniele Granata  | Torino   |
| 39  |  |  | Júnior           | Roma RCB |
| 38  |  |  | Fernando Grana   | BNL Roma |
| 38  |  |  | Fábio Previdelli | Genzano  |
| 36  |  |  | Robert Grdović   | Cagliari |

## Play-off

### Formula
Ai play-off si qualificano le prime 10 squadre della serie A e le due vincenti dei due gironi di serie A2, ovvero Bergamo e CUS Chieti. Le prime quattro classificate della serie A accedono direttamente dai quarti mentre le altre otto squadre disputano un turno in più. I vari turni si giocano con la formula dell'eliminazione diretta con gare di andata e ritorno. Il regolamento prevede che accedano ai quarti di finale le squadre che, nell'arco del doppio confronto, avranno realizzato il maggior numero di reti. In caso di parità,al termine del secondo incontro, si disputeranno due tempi supplementari da 5' ciascuno. In caso di ulteriore parità, passeranno il turno le squadre di categoria superiore o quelle meglio classificate al termine della stagione regolare.

### Tabellone[7]
|  | Primo turno | Primo turno | Primo turno | Primo turno |   |         | Quarti di finale | Quarti di finale | Quarti di finale | Quarti di finale |         |          | Semifinali | Semifinali | Semifinali | Semifinali |  |  | Finale | Finale | Finale | Finale |
|  |             |             |             |             |   |         |                  |                  |                  |                  |         |          |            |            |            |            |  |  |        |        |        |        |
|  | Stabiamalfi | 4           | 8           | 12          |   |         | Stabiamalfi      | 2                | 3                | 5                |         |          |            |            |            |            |  |  |        |        |        |        |
|  | Reggio      | 3           | 4           | 7           |   |         | Prato            | 3                | 5                | 8                |         |          |            |            |            |            |  |  |        |        |        |        |
|  | Reggio      | 3           | 4           | 7           |   | Prato   | Prato            | 3                | 5                | 8                | 1       | 4        | 5          |            |            |            |  |  |        |        |        |        |
|  |             |             |             |             |   |         |                  |                  |                  |                  |         | 4        | 5          |            |            |            |  |  |        |        |        |        |
|  |             | Roma RCB    | 1           | 5           | 6 |         |                  |                  |                  |                  |         |          |            |            |            |            |  |  |        |        |        |        |
|  | Torino      | Roma RCB    | 1           | 5           | 6 | 7       | 5                | 12               | Torino           | 3                | 2       | 5        |            |            |            |            |  |  |        |        |        |        |
|  | Torino      |             |             |             |   | 7       | 5                | 12               | Torino           | 3                | 2       | 5        |            |            |            |            |  |  |        |        |        |        |
|  | Bergamo     | 6           | 4           | 10          |   |         | Roma RCB         | 6                | 1                | 7                |         |          |            |            |            |            |  |  |        |        |        |        |
|  | Bergamo     | 6           | 4           | 10          |   |         |                  |                  |                  |                  |         | Roma RCB | 3          | 2          | 5          |            |  |  |        |        |        |        |
|  |             |             |             |             |   |         |                  |                  |                  |                  |         |          |            |            |            |            |  |  |        |        |        |        |
|  |             | BNL Roma    | 1           | 2           | 3 |         |                  |                  |                  |                  |         |          |            |            |            |            |  |  |        |        |        |        |
|  | Genzano     | BNL Roma    | 1           | 2           | 3 | 6       | 1                | 7                |                  |                  | Genzano | 1        | 1          | 2          |            |            |  |  |        |        |        |        |
|  | Genzano     |             |             |             |   | 6       | 1                | 7                |                  |                  | Genzano | 1        | 1          | 2          |            |            |  |  |        |        |        |        |
|  | CUS Chieti  | 4           | 1           | 5           |   |         | Augusta          | 1                | 5                | 6                |         |          |            |            |            |            |  |  |        |        |        |        |
|  | CUS Chieti  | 4           | 1           | 5           |   | Augusta | Augusta          | 1                | 5                | 6                | 3       | 3        | 6          |            |            |            |  |  |        |        |        |        |
|  |             |             |             |             |   |         |                  |                  |                  |                  |         | 3        | 6          |            |            |            |  |  |        |        |        |        |
|  |             | BNL Roma    | 5           | 2           | 7 |         |                  |                  |                  |                  |         |          |            |            |            |            |  |  |        |        |        |        |
|  | Lazio       | BNL Roma    | 5           | 2           | 7 | 3       | 3                | 6                | Petrarca         | 1                | 4       | 5        |            |            |            |            |  |  |        |        |        |        |
|  | Lazio       |             |             |             |   | 3       | 3                | 6                | Petrarca         | 1                | 4       | 5        |            |            |            |            |  |  |        |        |        |        |
|  | Petrarca    | 4           | 3           | 7           |   |         | BNL Roma         | 1                | 8                | 9                |         |          |            |            |            |            |  |  |        |        |        |        |

### Risultati[5]

#### Primo turno

##### Andata
| 19 maggio 2001, ore : | Reggio | 3 – 4 | Stabiamalfi |  |

| 19 maggio 2001, ore : | Bergamo | 6 – 7 | Torino |  |

| 19 maggio 2001, ore : | CUS Chieti | 4 – 6 | Genzano |  |

| Padova 19 maggio 2001, ore : | Petrarca | 4 – 3 | Lazio | Palasport San Lazzaro |

##### Ritorno
| 22 maggio 2001, ore 20:00 | Stabiamalfi | 8 – 4 | Reggio |  |

| 22 maggio 2001, ore 20:00 | Torino | 5 – 4 | Bergamo |  |

| 22 maggio 2001, ore 20:00 | Genzano | 1 – 1 | CUS Chieti |  |

| 22 maggio 2001, ore 20:00 | Lazio | 3 – 3 | Petrarca |  |

#### Quarti

##### Andata
| Arbitri: | Pietro Taranto (Roma 1) Alessandro Capomassi (Roma 1) |

|                         |           |                                       |
| Suarato 29’ Pereira 37’ | Marcatori | 8’, 39’ Andrejic 38’ (t.l.) Vicentini |

| 26 maggio 2001, ore : | Torino | 3 – 6 | Roma RCB |  |

| 26 maggio 2001, ore : | Genzano | 1 – 1 | Augusta |  |

| Padova 26 maggio 2001, ore : | Petrarca | 1 – 1 | BNL Roma | Palasport San Lazzaro |

##### Ritorno
| Arbitri: | Caruso Massa (Torino) |

|                                                 |           |                                         |
| Bearzi 1’, 18’, 26’ Vincentini 5’ Quattrini 30’ | Marcatori | 16’ E. Bertoni 25’ Vuolo II 34’ Ribeiro |

| Roma 29 maggio 2001, ore : | Roma RCB | 1 – 2 | Torino |  |

| 29 maggio 2001, ore : | Augusta | 5 – 1 | Genzano |  |

| Monterotondo 29 maggio 2001, ore : | BNL Roma | 8 – 4 (d.t.s.) (3-3) | Petrarca |  |

#### Semifinali

##### Andata
| Arbitri: | Marco Giombetti (Modena) Bellei (Reggio Emilia) Claudio Mattiacci (Perugia) |
| Crono:   | Mauro Del Tutto (Ciampino)                                                  |

|                  |           |                   |
| Marchetti 5'37’’ | Marcatori | 35'39’’ Vicentini |

| 2 giugno 2001, ore : | Augusta | 3 – 5 | BNL Roma |  |

##### Ritorno
| Arbitri: | Roberto Monti (Forlì) Gian Paolo Travini (Cesena) |

|                                                   |           |                                                |
| Quattrini 7’ Chilavert 17’ Bearzi 27’ Andrjic 45’ | Marcatori | 4’ De Bella 7’ Planas 32’, 43’, 49'13’’ Junior |

| Monterotondo 9 giugno 2001, ore --:-- | BNL Roma | 2 – 3 (d.t.s.) (1-3) | Augusta |  |

#### Finale

##### Andata
| Roma 15 giugno 2001, ore 19:00 | Roma RCB | 3 – 1 | BNL Roma | PalAgip |

##### Ritorno
| Monterotondo 22 giugno 2001, ore 19:00 | BNL Roma | 2 – 2 | Roma RCB |  |

## Play-out
Ai play-out parteciparono la 13ª e la 14ª classificata della serie A e le vincenti dei play-off della Serie A2. Al termine del doppio confronto, il Pescara mantenne la massima categoria imponendosi in entrambe le partite sull'Arzignano mentre il Ciampino si impose nella gara di andata sulla Trinacria. La partita di ritorno non fu disputata, a causa degli scontri tra le due squadre nella fase di riscaldamento. Il giudice sportivo comminò al Ciampino la perdita dell'incontro con il punteggio di 0-2 per essersi rifiutato di disputare l'incontro.

### Andata
|           | Risultati |           | Data           | Luogo     |  |
| --------- | --------- | --------- | -------------- | --------- |  |
| Arzignano | 3-4       | Pescara   | 26 maggio 2001 | Arzignano |  |
| Ciampino  | 4-1       | Trinacria | 26 maggio 2001 | Ciampino  |  |

### Ritorno
|           | Risultati |           | Data          | Luogo   |  |
| --------- | --------- | --------- | ------------- | ------- |  |
| Pescara   | 3-1       | Arzignano | 2 giugno 2001 | Pescara |  |
| Trinacria | 2-0       | Ciampino  | 2 giugno 2001 | Trapani |  |